# 雲頂新加坡
雲頂新加坡有限公司，簡稱雲頂新加坡（英語：Genting Singapore PLC，SGX：G13、OTCBB：GIGNY
），屬於雲頂集團旗下公司，在1984年由雲頂集團分拆成立，前身為「雲頂國際有限公司」，註冊地點位於马恩岛，過往在1990年於盧森堡證券交易所，以及1991年於新加坡交易所主板上市，但已先後私有化，之後在2005年12月12日再次在新加坡交易所主板上市。
招股價為0.35坡元，配售發行800,000,000股，集資額為280,000,000坡元。
業務經營美心賭場俱樂部、新加坡聖淘沙名勝世界、雲頂電網等。現時由林國泰主理。總部新加坡聖陶沙聖淘沙名勝世界10號。

## 連結
- GentingSingapore.com